# Rudolph Giuliani
Rudolph Giuliani   (Brooklyn, 28 de maig de 1944), (KBE), és un advocat i polític estatunidenc, conegut principalment per haver estat alcalde de la ciutat de Nova York, de 1994 a 2001. El seu rol de líder vers la ciutat durant els atemptats de l'11 de setembre de 2001, i després el van elevar a un nivell de popularitat mundial i va ser nomenat per la revista Time en l'any 2001 com a "Persona de l'Any".
El darrer moment en la carrera política de Giuliani es va produir l'11 de setembre de 2001 durant l'atac a les Torres Bessones. La seva visibilitat pública en els dies següents a l'atac el van dur a posseir el malnom de "L'Alcalde d'Amèrica"
Des que va deixar l'Ajuntament de Nova York, Giuliani ha perseguit interessos en l'àmbit comercial i legal, i s'ha mantingut políticament actiu, realitzant campanyes per als candidats republicans en tots els nivells. El 13 de novembre de 2006, va formar un comitè exploratori per a considerar entrar a la carrera presidencial de 2008.
Giuliani, milionari, és actualment el president i Cap executiu de "Giuliani Partners LLC", una companyia consultora de seguretat que va fundar el 2002, i és soci en la signatura legal, que té la seva base a Houston, Bracewell & Giuliani LLP.

## Història electoral
- 1997 carrera per Alcalde (Ciutat de Nova York)
  - Rudy Giuliani (R) (inc.), 59%
  - Ruth Messinger (D), 41%

- 1993 carrera per Alcalde (Ciutat de Nova York)
  - Rudy Giuliani (R), 49%
  - David Dinkins (D) (inc.), 46%

- 1989 carrera per Alcalde (Ciutat de Nova York)
  - David Dinkins (D), 51%
  - Rudy Giuliani (R), 49%